# John Cullen
Pour les articles homonymes, voir Cullen.
Barry John Cullen (né le 2 août 1964 à Puslinch en Ontario au Canada) est un  joueur professionnel de hockey sur glace. Cullen a joué dix saisons dans la Ligue nationale de hockey de 1988 à 1999,. Il manque la saison 1997-1998 de la LNH en raison d'un problème de lymphome non-hodgkinien.

## Biographie

### Ses débuts juniors
John Cullen commence le hockey à l'âge de trois ans mais sa famille insiste pour qu'il reçoive une éducation digne de ce nom. Sa carrière junior dans l'Association de hockey de l'Ontario au deuxième niveau avec les Winterhawks de Cambridge en 1982-1983. Après un peu moins de cinquante matchs avec l'équipe de Cambridge, il change d'équipe puis la saison suivante décide de rejoindre le championnat universitaire américain. Il rejoint alors l'université de Boston et son équipe de hockey : les Terriers.
Il passe quatre saisons avec les Terriers et connaît lors de sa troisième saison, une année avec vingt-cinq buts et quarante-neuf passes décisives pour un total de soixante-quatorze points. Il s'agit alors du troisième plus haut total de points en une saison pour un joueur de l'équipe après les 80 points de Rick Meagher, en 1976-1977, et de 84 pour Jack Garrity en 1949-1950.
Enter temps lors du repêchage d'entrée dans la Ligue nationale de hockey de 1986, il est choisi lors du repêchage supplémentaire. Cette phase supplémentaire permet à de jeunes joueurs de participer au repêchage et Cullen est alors le troisième joueur choisi.
Il joue une dernière saison avec Boston et le jour où ses études sont finies, il a le plus haut total de points jamais inscrits dans sa carrière universitaire par un joueur des Terriers : 241 points. Il est également le  meilleur buteur à égalité avec Bob Marquis, 98 buts, et le meilleur passeur avec 143 passes décisives.

### Sa carrière professionnelle
Malgré son repêchage par les Sabres en 1986, il ne portera jamais le maillot de l'équipe de Buffalo. Il devient professionnel avec les Spirits de Flint lors de la saison 1987-1988 de la Ligue internationale de hockey. L'équipe de Flint finit à la quatrième place de sa division alors que Cullen est le meilleur pointeur de la saison avec un total de 157 points. Il s'agit du plus haut total de points jamais inscrit par un joueur de la LIH. Il est également le meilleur passeur avec 109 passes décisives. Au cours des séries éliminatoires qui suivent, les Spirits passent les deux premiers tours pour finalement perdre en finale de la Coupe Turner contre les Golden Eagles de Salt Lake. À titre personnel, Cullen est largement mis en avant en recevant trois trophées de la LIH : le trophée Leo-P.-Lamoureux du meilleur pointeur de la saison, le trophée James-Gatschene du meilleur joueur ainsi que le trophée Garry-F.-Longman, à égalité avec Ed Belfour pour le prix de la recrue.
Au cours de l'été qui suit, il est laissé libre par les Sabres et il signe le 21 juin 1988 avec les Penguins de Pittsburgh. Le 4 mars 1991, Cullen quitte l'équipe 1990-1991 des Penguins au cours d'un échange impliquant également Jeff Parker et Zarley Zalapski contre Ulf Samuelsson, Grant Jennings et Ron Francis tous les trois joueurs des Whalers de Hartford. Les observateurs voient alors les Whalers comme largement « vainqueurs » de cet échange mais finalement quand les Penguins remportent la Coupe Stanley à l'issue des séries de 1991, il s'avère que c'est l'alignement des Penguins qui a réellement bénéficié de l'apport de Francis et de Samuelsson.
En 1999 alors qu'il évolue pour le Lightning de Tampa Bay il gagne le trophée Bill-Masterton.

## Vie privée
John Cullen est issu d'une famille de joueurs de hockey professionnels. C'est ainsi le cas de son père Barry et de ses deux oncles : Brian et Ray.
Il est également l'oncle de trois joueurs de hockey  : Joe qui a connu du succès en Europe, Mark qui a remporté la Coupe Calder en LAH et Matt qui a remporté trois coupes Stanley.

## Statistiques

### Statistiques en club
| Saison     | Équipe                   | Ligue      |     | Saison régulière | Saison régulière | Saison régulière | Saison régulière | Saison régulière |    | Séries éliminatoires | Séries éliminatoires | Séries éliminatoires | Séries éliminatoires | Séries éliminatoires |
| Saison     | Équipe                   | Ligue      | PJ  | B                | A                | Pts              | Pun              | PJ               | B  | A                    | Pts                  | Pun                  |                      |                      |
| 1982-1983  | Winterhawks de Cambridge | AHO B      | 45  | 42               | 56               | 98               | 52               |                  |    |                      |                      |                      |                      |                      |
| 1982-1983  | Pests de St. Thomas      | AHO B      | 8   | 6                | 1                | 7                | 2                |                  |    |                      |                      |                      |                      |                      |
| 1983-1984  | Terriers de Boston       | NCAA       | 40  | 23               | 33               | 56               | 28               |                  |    |                      |                      |                      |                      |                      |
| 1984-1985  | Terriers de Boston       | NCAA       | 41  | 27               | 32               | 59               | 46               |                  |    |                      |                      |                      |                      |                      |
| 1985-1986  | Terriers de Boston       | NCAA       | 43  | 25               | 49               | 74               | 54               |                  |    |                      |                      |                      |                      |                      |
| 1986-1987  | Terriers de Boston       | NCAA       | 36  | 23               | 29               | 52               | 35               |                  |    |                      |                      |                      |                      |                      |
| 1987-1988  | Spirits de Flint         | LIH        | 81  | 48               | 109              | 157              | 113              | 16               | 11 | 15                   | 26                   | 16                   |                      |                      |
| 1988-1989  | Penguins de Pittsburgh   | LNH        | 79  | 12               | 37               | 49               | 112              | 11               | 3  | 6                    | 9                    | 28                   |                      |                      |
| 1989-1990  | Penguins de Pittsburgh   | LNH        | 72  | 32               | 60               | 92               | 138              |                  |    |                      |                      |                      |                      |                      |
| 1990-1991  | Penguins de Pittsburgh   | LNH        | 65  | 31               | 63               | 94               | 83               |                  |    |                      |                      |                      |                      |                      |
| 1990-1991  | Whalers de Hartford      | LNH        | 13  | 8                | 8                | 16               | 18               | 6                | 2  | 7                    | 9                    | 10                   |                      |                      |
| 1991-1992  | Whalers de Hartford      | LNH        | 77  | 26               | 51               | 77               | 141              | 7                | 2  | 1                    | 3                    | 12                   |                      |                      |
| 1992-1993  | Whalers de Hartford      | LNH        | 19  | 5                | 4                | 9                | 58               |                  |    |                      |                      |                      |                      |                      |
| 1992-1993  | Maple Leafs de Toronto   | LNH        | 47  | 13               | 28               | 41               | 53               | 12               | 2  | 3                    | 5                    | 0                    |                      |                      |
| 1993-1994  | Maple Leafs de Toronto   | LNH        | 53  | 13               | 17               | 30               | 67               | 3                | 0  | 0                    | 0                    | 0                    |                      |                      |
| 1994-1995  | Penguins de Pittsburgh   | LNH        | 46  | 13               | 24               | 37               | 66               | 9                | 0  | 2                    | 2                    | 8                    |                      |                      |
| 1995-1996  | Lightning de Tampa Bay   | LNH        | 76  | 16               | 34               | 50               | 65               | 5                | 3  | 3                    | 6                    | 0                    |                      |                      |
| 1996-1997  | Lightning de Tampa Bay   | LNH        | 70  | 18               | 37               | 55               | 95               |                  |    |                      |                      |                      |                      |                      |
| 1998-1999  | Lightning de Tampa Bay   | LNH        | 4   | 0                | 0                | 0                | 2                |                  |    |                      |                      |                      |                      |                      |
| 1998-1999  | Lumberjacks de Cleveland | IHL        | 6   | 2                | 7                | 9                | 0                |                  |    |                      |                      |                      |                      |                      |
| Totaux LNH | Totaux LNH               | Totaux LNH | 621 | 187              | 363              | 550              | 898              | 53               | 12 | 22                   | 34                   | 58                   |                      |                      |

### Statistiques en équipe nationale
| Année | Événement            |    | PJ | B | A | Pts | Pun             |  | Résultats |
| 1990  | Championnat du monde | 10 | 1  | 3 | 4 | 0   | Quatrième place |  |           |